# Зиновий Михайлович
Зиновий Михайлович — псковский степенный посадник.
В 1447 ездил в Новгород для заключения мира, в 1456, вместе с новгородским владыкой Евфимием — в Яжелбицы, чтобы бить челом Василию Тёмному за Новгород, на который великий князь шёл войной (см. Яжелбицкий мир).
В 1461 Зиновий заключил перемирие с ливонскими немцами. В 1463 немцы опять напали на Псковскую землю, а Зиновий Михайлович вместе с псковичами выбрал троих воевод, которые, при помощи московских войск, заставили немцев вступить в переговоры о мире.